# Вулиця Євгенія Харченка
Вулиця Євге́на Ха́рченка — вулиця в Дарницькому районі міста Києва, мікрорайон Бортничі. Пролягає від вулиць Світлої і Лісної до адміністративної межі міста. Є центральною вулицею в мікрорайоні Бортничі.
Прилягають вулиці Геофізиків, Івана Дяченка, Кирила Осьмака, Нижній Вал, Медоносна, Трипільська, Лютнева, Нектарна, Дружби, Березівський провулок, вулиці Бортницька, Першого Травня, Інженерна, Шкільна, Автотранспортна, Івана Богуна, Солодкий провулок, Хвойна вулиця, провулки Бджолиний, Лозовий, Промислова вулиця.

## Історія
Вулиця виникла в 1-й половині XX століття, мала назву вулиця Леніна на честь російського політичного діяча Володимира Ульянова-Леніна. 
У грудні 2014 — лютому 2015 року Київська міська державна адміністрація провела громадське обговорення щодо перейменування вулиці на Млинівську.
У вересні — листопаді 2015 року Київська міська державна адміністрація провела громадське обговорення щодо перейменування вулиці: частину від Світлої вулиці до повороту пропонувалося назвати на честь українського співака Назарія Яремчука, а частину від повороту до Переяславської вулиці — вулицею Євгена Харченка
Сучасна назва на честь українського військовика Євгена Харченка, жителя Бортничів, який загинув під час боїв за Іловайськ — з 2016 року.

## Установи та заклади
- буд. № 20 — дошкільний навчальний заклад № 790;
- буд. № 23-Б — середня загальноосвітня школа І—ІІІ ступенів № 280;
- буд. № 39 — школа мистецтв № 9;
- буд. № 49 — дошкільний навчальний заклад № 792;.
- буд. № 53 — середня загальноосвітня школа з поглибленим вивченням іноземної мови № 305.

## Громадський транспорт
Маршрути автобусів (дані на 2015 рік)
№ 104: ст. м. «Харківська» — Бортничі (ФАП).
Маршрути маршрутних таксі (дані на 2015 рік)
№ 104: ст. м. «Харківська» — Бортничі (ФАП);
№ 152: Привокзальна площа — вул. Автотранспортна;
№ 529: вул. Автотранспортна — пр-т Червоної Калини (до супермаркету «Білла»; іноді — до вул. Милославської);
№ 543: ст. м. «Харківська» — вул. Автотранспортна;
№ 753: ст. м. «Харківська» — с. Гнідин.